# Бенаадукс
Бенаадукс (ісп. Benahadux) — муніципалітет в Іспанії, у складі автономної спільноти Андалусія, у провінції Альмерія. Населення — 4059 осіб (2010).
Муніципалітет розташований на відстані близько 400 км на південь від Мадрида, 8 км на північ від Альмерії.
На території муніципалітету розташовані такі населені пункти: (дані про населення за 2010 рік)
- Бенаадукс: 3928 осіб
- Ель-Чуче: 131 особа

## Демографія
Динаміка населення (INE ):